# L'Arménie
Ne doit pas être confondu avec Arménie.
L’Arménie est un journal politique et littéraire mensuel fondé en novembre 1889 par Minas Tchéraz à Londres. Il est publié dans la capitale britannique jusqu'en 1898 puis délocalisé à Paris jusqu'à sa disparition en janvier 1906.

## Historique
L’Arménie est fondé en novembre 1889 par Minas Tchéraz à Londres. Il est notamment épaulé par l'arménologue Gustav A. Schrumpf (1844-1892).
L'objectif du journal est de sensibiliser les opinions publiques européennes à la question arménienne, notamment en publiant des articles sur la culture et l'histoire arméniennes. Minas Tchéraz publie d'ailleurs dans L'Arménie ses souvenirs de son service au sein de la délégation menée par Mkrtich Khrimian au Congrès de Berlin de 1878. De fait, le but du journal est faire du lobbying en faveur de la mise en œuvre de l'article 61 du Traité de Berlin. Il suit le même objectif que le journal Le Haïasdan (1888-1892) publié lui aussi à Londres et des tentatives sont faites en 1890-1891 pour unir les deux journaux, sans succès.
Minas Tchéraz poursuit une ligne pacifique dans la continuité de celle défendue par Malachia Ormanian, patriarche arménien de Constantinople entre 1896 et 1908, qui estime qu'il faut maintenir de bonnes relations avec l'Empire ottoman pour éviter de nouveaux massacres, là où les partis politiques arméniens comme la Fédération révolutionnaire arménienne appellent à la lutte armée dans le cadre du mouvement de libération nationale arménien.
En 1898, Minas Tchéraz s'installe à Paris et y reprend la publication de son journal à partir du numéro 115 du 1er mai 1898.
L’œuvre de L’Arménie est en grande partie reprise et amplifiée par Pro Armenia, publié depuis 1900. L'émergence de ce nouveau périodique arménophile provoque des tensions, notamment entre Minas Tchéraz et les soutiens de son journal, tensions qui finissent par lui faire cesser la publication de L’Arménie.
L’Arménie disparaît ainsi début 1906 après 207 numéros. Le dernier contient une photographie des délégués arméniens au Congrès de Berlin.